# Geretsried
Geretsried ist die jüngste Stadt (seit Juni 1970) im oberbayerischen Landkreis Bad Tölz-Wolfratshausen. Der Ort wurde urkundlich das erste Mal im Jahr 1083 erwähnt und ist eine der vier Vertriebenengemeinden in Bayern. Geretsried ist zudem ein Teil der Metropolregion München und mit ca. 26.000 Einwohnern die größte Stadt im Landkreis.

## Geographie
Geretsried in der Region Bayerisches Oberland liegt etwa 35 Kilometer südlich der bayerischen Landeshauptstadt München und rund zehn Kilometer östlich des Starnberger Sees.
Das Stadtgebiet liegt zwischen den Flüssen Loisach und Isar und grenzt nördlich unmittelbar an die Nachbarstadt Wolfratshausen. Daraus ergibt sich ein gemeinsamer Wirtschaftsraum mit rund 46.000 Einwohnern bzw. ein gemeinsames Mittelzentrum in der Planungsregion Oberland.
Das Stadtgebiet besteht aus den sieben Gemeindeteilen Buchberg, Einöde, Gartenberg (ca. 11.900 Einwohner), Gelting (ca. 1800 Einwohner), Geretsried (ca. 7800 Einwohner), Schwaigwall und Ziegelei. Weitere Orte sind Stein (ca. 2500 Einwohner) sowie die kleineren Ansiedlungen Breitenbach, Breitenmoos und Inselhof.

## Geschichte
Die Einöde „Gerratesried“ (Rodung des Gerrad) wurde erstmals 1083 urkundlich erwähnt (später auch „Geroldsried“ bzw. „Geroltzried“, seit 1736 Geretsried) und bestand bis 1938 aus zwei Bauernhöfen und der Nikolauskapelle. Der Weiler gehörte zur damaligen Gemeinde Gelting.
In den Jahren 1938 bis 1940 entstand südöstlich dieser Doppel-Schwaige eine Fabrikanlage für Dynamit, die jedoch offiziell Schokoladenfabrik genannt wurde. In den 1950er Jahren wurde die vorhandene Infrastruktur (zwei Verwaltungsgebäude, Holzbarackenlager, Hallen, über 70 km Betonstraße, Abwasser-, Strom- und Telefonleitungen) zur Unterbringung von Heimatvertriebenen genutzt und schließlich entstand durch Zuzug und Eingemeindungen 1970 eine Stadt.

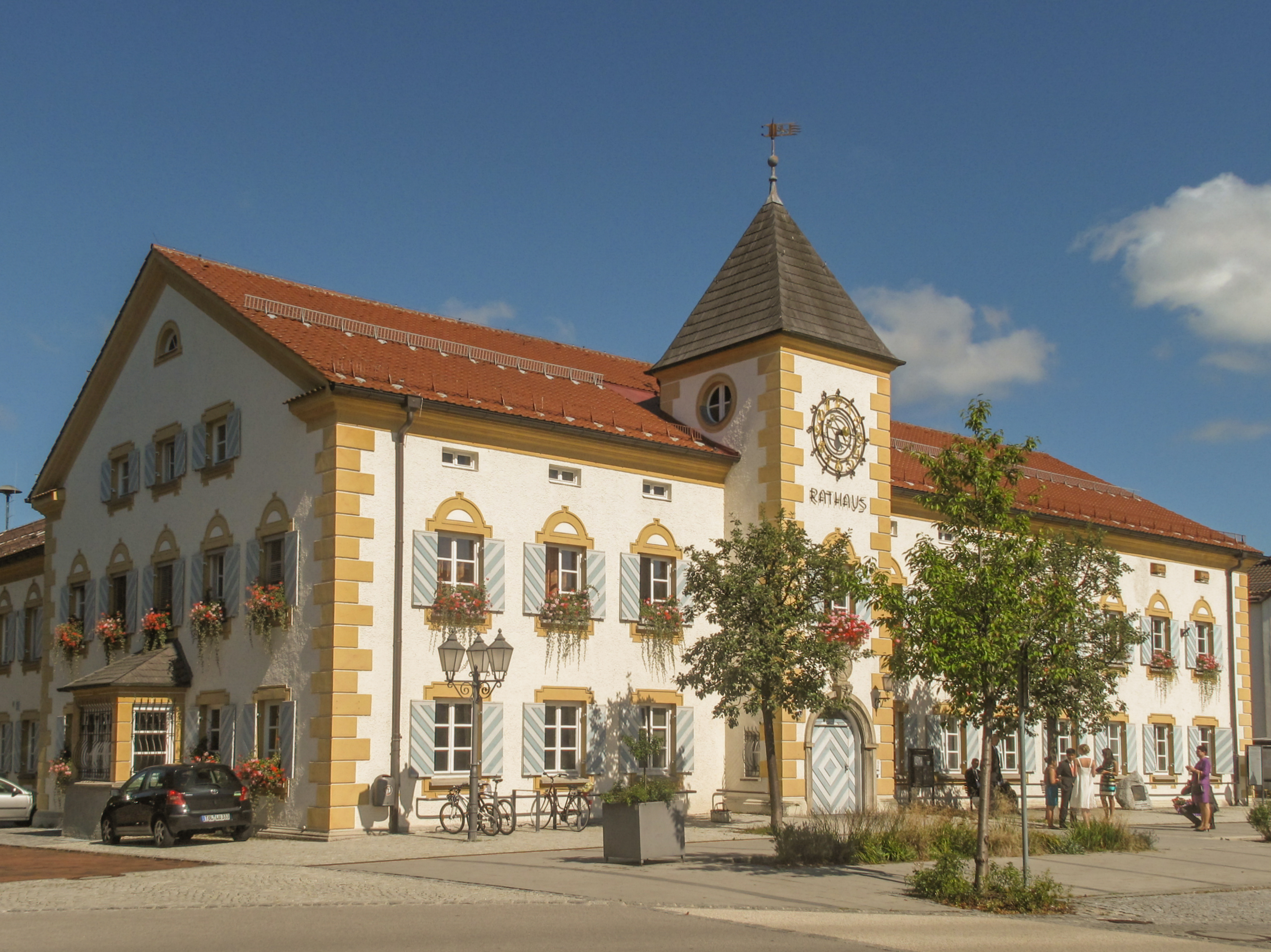
Rathaus Geretsried, bis 1945 Verwaltungsgebäude der Rüstungswerke der Dynamit Aktiengesellschaft (DAG).

In der Zeit des Nationalsozialismus entstand nach dem Montan-Schema im Bereich der heutigen Gartenstadt oder Geretsried-Nord mit dem Werk Tal I ein „Schokoladenfabrik“ genannter Industriekomplex der Verwertchemie (Tochterfirma der Dynamit AG) und entlang der heutigen Sudetenstraße in Geretsried-Süd ein zweites Werk (Tal II der Deutschen Sprengchemie (DSC)). Die Verwertungsgesellschaft für Montanindustrie war eine reichseigene GmbH. Sie finanzierte mit etwa 200 Millionen Reichsmark das Vorhaben. Die Werke wurden dann an die Dynamit AG (DAG), Troisdorf, und die Deutsche Sprengchemie (DSC) (Tochterfirma der WASAG) verpachtet. Die Höhe der Pacht, die die Montan verlangte, war gewinnabhängig.

### Geretsried-Nord
Im Werk Tal I wurde ab 1940 in drei Produktionslinien (die vierte war bei Kriegsende noch im Bau) der Sprengstoff Nitropenta produziert. Mit einer Kapazität von 600 Monatstonnen war Geretsried der bedeutendste Nitropenta-Produzent im Dritten Reich. Zu Beginn wurde auch der Sprengstoff Pikrinsäure, später Initialsprengstoffe für Zünder (Bleiazid, Tetrazen, Bleinitroresorzinat) hergestellt. Der beliebte Sprengstoff Hexogen wurde in Geretsried nur getrocknet.

### Geretsried-Süd
Im Werk Tal II wurden ab Mai 1941 unter anderem die von der DAG hergestellten Sprengstoffe zu Presslingen verarbeitet und in Granaten und Zündladungen gefüllt.

### Autarker Industriekomplex
Die Fabrikanlage mit eigenen Kohle-Kraftwerken, eigener Wasserversorgung (am Isardamm) und eigenen Massenwohnlagern für Arbeiter (Buchberg (Böhmwiese)(2000 Menschen), Stein (Außenstelle des Konzentrationslagers Dachau, das „Lager D.S.C. Königsdorf“, „Barackenstadt D.S.C. Geretsried“ oder „Lager Stein“ genannt wurde für 1000 KZ-Häftlinge und Zwangsarbeiter) und Föhrenwald (2500 Menschen)(feste Häuser)) war eine der größten Sprengstoff- und Munitionsfabriken des Deutschen Reiches. Föhrenwald wurde von den Nationalsozialisten als Mustersiedlung errichtet. Bis zu 4000 Arbeitskräfte waren insgesamt unter unzumutbaren Bedingungen tätig.
Im Sommer 1939 standen im Lager Stein die ersten Holzbaracken sowie eine Kantine für bis zu 1500 Personen. Im Endstadium wurden in 21 Baracken über 1000 Menschen untergebracht und durch Umfunktionierung der Aufenthaltsräume in Schlafräume wurde die Kapazität noch verdoppelt. Ein Kesselhaus beheizte die wenigen gemauerten Bauten, versorgte sie mit Warmwasser und bot die Möglichkeit zum Baden oder Duschen. Wie in Föhrenwald wurden die Fremdarbeiter nach Nationalität getrennt untergebracht. Im südlichen Teil des umzäunten Lagers waren ab Sommer 1942 Ostarbeiter und sowjetrussische Kriegsgefangene untergebracht, die nochmals mittels eines Zauns streng von den anderen Fremdarbeitern separiert waren. Sie durften das Lager nicht verlassen.
Am Isardamm 20 steht noch der ehemalige Kohlebunker (später Wohn- und Atelierhaus von Alf Lechner). Bis zu 6000 Arbeitskräfte und schweres Gerät waren am Bau der beiden Fabrikanlagen beteiligt. Die Dienstverpflichteten kamen aus Oberbayern, dem Allgäu, dem Sudetenland, Italien, der Slowakei, Litauen und dem Memelland. Für den Werkschutz wurden auch SA-Männer eingesetzt. Die Isartal-Bahn nach Wolfratshausen wurde mit 35 Kilometer Gleisen nach Geretsried-Nord und -Süd verlängert. Der Abtransport der Munition wurde an München vorbei über Bichl und Tutzing geleitet. Auf einer Fläche von mehr als 700 ha wurden innerhalb von zwei Jahren rund 800 Gebäude und Bunker massivster Bauart, teilweise zur Tarnung unterirdisch bis zu 20 Meter tief in den Boden gebaut und mit Buschwerk getarnt und wie die Straßen mit grüner Farbe gestrichen. 15 km Gleisanlagen durchzogen den Forst. Die Werkbahnen und Betonstraßen bestimmen noch heute das Stadtbild.
Für die Verwaltung der DAG wurde ein zweigeschossiger Zweiflügelbau im barockisierenden Heimatstil mit Eingangsturm und Tarnanstrich von Paul Wenz 1939/40 errichtet, der auch die Ingenieurshäuser plante. Im November 1940 wurden erste Abteilungen, wie die Nitropenta-Produktion, in Betrieb genommen. Im ehemaligen Verwaltungsgebäude der DSC ist heute das Pflegeheim St. Ursula untergebracht. Für die deutschen Betriebsleiter, Angestellten, Meister, sowie den Werkschutz wurden Wohnsiedlungen entlang der Tattenkofener Straße, sowie in Wolfratshausen entlang der Schießstätt- und Alpenstraße gebaut.
Die Arbeiter in der Produktion waren zu 95 Prozent deportierte Fremdarbeiter –  Arbeitsschutz war ein Fremdwort. Ihr Arbeitsplatz war äußerst gefährlich, es kam zu Explosionen und Unfällen mit vielen Toten. Im Laufe des Krieges wurde in den Fabriken eine immer größere Zahl von Zwangsarbeitern eingesetzt. Im Jahre 1941 war ein Schild „Eintritt verboten“ in 15 Sprachen am Werkzaun angeschlagen. Anfang 1942 „etwa 1200 Französinnen und einige hundert Franzosen“, auch Russen und „Ostarbeiter“, Jugoslawen, Dänen, Belgier, Norweger, Italiener, Holländer, Tschechen, Slowaken und Spanier, sowie Ungarn, Letten, Polen, Albaner und Schweizer, wobei sie zum Teil lebensgefährliche Arbeiten mit chemischen Substanzen verrichten mussten. Bis 1955 erinnerten an der Richard-Wagner-Straße am Eingang zum Gemeindeteil Stein die Grabstätten von sieben KZ-Häftlingen (die später auf den Waldfriedhof Dachau überführt wurden) an diese Vergangenheit. Im April 1945 wurde die Fabrikanlage bombardiert und im Mai 1945 von der amerikanischen Armee besetzt. Neben dem heutigen Rathaus und dem Pflegeheim wurden einige weitere administrative Gebäude und Lagerhallen zu Wohnhäusern umgebaut. Sie sind noch quer über das Stadtgebiet verteilt.

### Nachkriegszeit
Viele der deutschen Fachkräfte und zivilen Angestellten der Fabriken hatten keine Wahl, sie blieben. Zu den Verwaltungsangestellten und Ingenieuren kamen ab Anfang April 1946 deutsche Heimatvertriebene aus dem Sudetenland und weiteren Ostgebieten wie Siebenbürgen und Rumänien. Die erste größere Gruppe von 554 Sudetendeutschen aus Graslitz an der heutigen tschechisch-sächsischen Grenze erreichte Geretsried mit dem Zug und wurde in den freigewordenen Barackenlagern Buchberg und Stein und im heutigen Rathaus, der damaligen Verwaltung der DAG, untergebracht. Am 1. April 1950 wurde die Gemeinde Geretsried aus Teilen der Gemeinden Ergertshausen, Gelting, Königsdorf und Osterhofen neu gebildet.
Durch stetiges Wachstum der Bevölkerung und die Entwicklung der örtlichen Industriebetriebe wurde die Gemeinde Geretsried am 27. Juni 1970 zur Stadt erhoben.

### Vertriebenenstadt
Geretsried ist eine der fünf bayerischen Vertriebenenstädte (Kaufbeuren-Neugablonz, Neutraubling, Traunreut, Waldkraiburg) mit vergleichbarer Kriegs- und Nachkriegsgeschichte.

## Eingemeindungen
Gelting wurde am 1. Mai 1978 im Zuge der Gemeindegebietsreform in die Stadt Geretsried eingemeindet.

### Einwohnerentwicklung

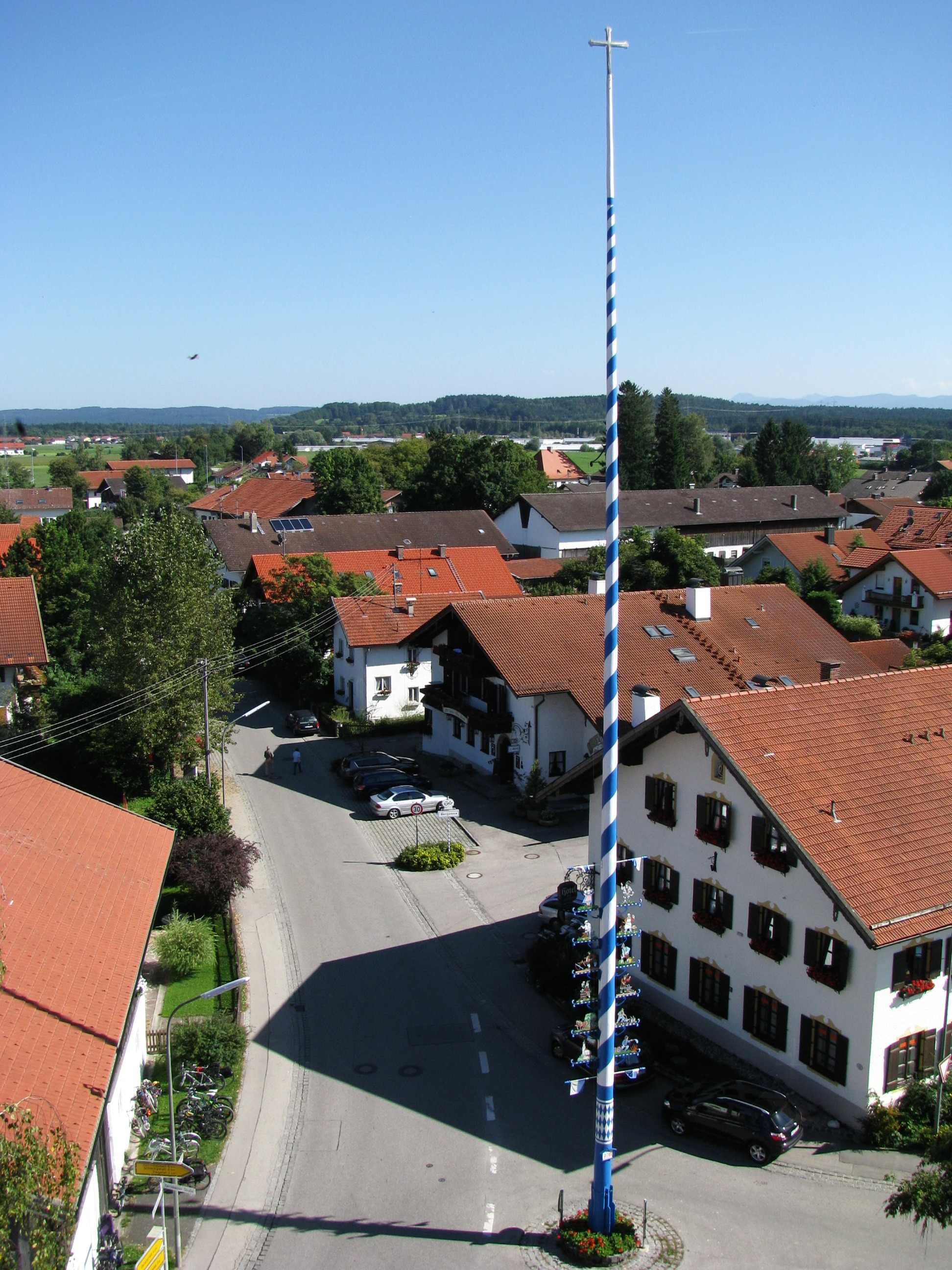
Blick über den Stadtteil Gelting vom Turm der St.-Benedikt-Kirche in Richtung Osten. Im Vordergrund ein Maibaum

Zwischen 1988 und 2018 wuchs die Stadt von 21.081 auf 25.275 um 4.194 Einwohner bzw. um 19,9 %.

Einwohnerentwicklung von 1840 bis 2017 nach nebenstehender Tabelle

| Jahr | Einwohner |
| ---- | --------- |
| 1840 | 00.243    |
| 1900 | 00.263    |
| 1925 | 00.458    |
| 1938 | 00.167    |
| 1950 | 03.236    |
| 1961 | 07.341    |
| 1970 | 16.222    |

| Jahr | Einwohner |
| ---- | --------- |
| 1991 | 21.924    |
| 1995 | 22.122    |
| 2002 | 23.332    |
| 2005 | 23.320    |
| 2010 | 23.306    |
| 2015 | 24.392    |
| 2016 | 24.483    |

| Jahr | Einwohner |
| ---- | --------- |
| 2017 | 24.892    |
| 2018 | 25.275    |
| 2019 | 25.438    |
| 2020 | 25.380    |
| 2021 | 25.221    |
| 2022 | 25.623    |
| 2023 | 25.863    |

## Politik

### Stadtrat
Neben- und untenstehend ist das Ergebnis der Gemeinderatswahl am 16. März 2020 grafisch dargestellt.
| Sitzverteilung im Gemeinderat Geretsried 2020Insgesamt 30 Sitze - SPD: 4 - Grüne: 5 - GL: 3 - FW: 5 - FDP: 1 - CSU: 12 |

Der Stadtrat besteht aus dem Ersten Bürgermeister und den Stadträten. Bei den Wahlen am 15. März 2020 wurde der Stadtrat wie folgt besetzt (in Klammern die Differenz zur Wahl 2014):
| Partei / Liste | CSU      | FW      | GRÜNE   | SPD     | GL      | FDP     | Gesamt |
| Sitze          | 12 (− 1) | 5 (− 2) | 5 (+ 2) | 4 (− 2) | 3 (+ 3) | 1 (± 0) | 30     |
| Stimmenanteil  | 41,1 %   | 17,3 %  | 17,0 %  | 11,9 %  | 8,8 %   | 3,8 %   | 99,9 % |

### Weitere Wahlen
In der folgenden Tabelle sind die Ergebnisse von Bundes-, Landtags- und Europawahlen in Geretsried dargestellt.
| Jahr | Wahl           | Wbt. | CSU  | AfD  | SPD  | Grüne | Linke | FDP | FW   | BSW | Sonst. |
| ---- | -------------- | ---- | ---- | ---- | ---- | ----- | ----- | --- | ---- | --- | ------ |
| 2025 | Bundestagswahl | 80,1 | 38,2 | 21,7 | 10,6 | 10,4  | 5,1   | 4,5 | 3,3  | 3,3 | 2,9    |
| 2024 | Europawahl     | 57,4 | 41,6 | 14,5 | 8,2  | 11,1  | 1,4   | 4,2 | 5,0  | 3,9 | 10,1   |
| 2023 | Landtagswahl   | 67,1 | 39,6 | 17,6 | 6,6  | 14,3  | 1,4   | 3,0 | 11,6 | —   | 5,9    |

### Bürgermeister
Seit dem 1. Mai 2014 ist Michael Müller (CSU) Erster Bürgermeister. Dieser wurde bei drei Mitbewerbern am 15. März 2020 mit 62,15 % der Stimmen wiedergewählt. Zweite Bürgermeisterin ist Sonja Frank (FW), Dritter Bürgermeister ist Gerhard A. Meinl (CSU).

### Wappen
| Wappen von Geretsried | Blasonierung: „In Silber ein blauer Schrägwellenbalken; oben ein blaues Zahnrad, unten eine grüne Tanne.“ |
| Wappen von Geretsried | Wappenbegründung: Der Schrägwellenbalken versinnbildlicht die Isar, die die östliche Grenze der Gemeinde bildet. Das Zahnrad, ein Industriesymbol, steht für den Aufbau zahlreicher Betriebe und die schnelle Entwicklung zur Stadtgemeinde seit den 1950er-Jahren. Schon im Zweiten Weltkrieg war Geretsried Standort einer gigantischen Rüstungsindustrie mit über 6000 Arbeitern und 550 getarnten Gebäuden im Waldgebiet. Das zerstörte Werksgelände diente nach 1945 Heimatvertriebenen aus Osteuropa als Wohnstätte. Die Tanne verweist auf das teilweise unter Naturschutz stehende Nadelwaldgebiet in der Umgebung von Geretsried, das auch als Erholungsgebiet für den Großraum München dient. Die Tingierung in Silber und Blau spielt auf die bayerischen Landesfarben an. Dieses Wappen wird seit 1960 geführt. |

### Flagge
|  | 00Hissflagge: „Die Flagge ist weiß-blau-grün geteilt mit dem Wappen in der Mitte.“ Die Flagge wird auch als Banner geführt. |

### Städtepartnerschaften
- Frankreich: Eine Städtepartnerschaft mit der Stadt Chamalières in der Region Auvergne-Rhône-Alpes besteht seit 1983. Diese wird durch gegenseitige Besuche von Familien, Vereinen und Schulen gepflegt.
- Ungarn,  Österreich: Städtefreundschaften wurden im Rahmen der 40-Jahr-Feier der Stadt Geretsried geschlossen mit den Gemeinden Pusztavàm in Ungarn und Nickelsdorf im österreichischen Burgenland.
- Norwegen: Freundliche Beziehungen bestehen auch zwischen der norwegischen Stadt Eidsvoll und Geretsried.

Seit der Erhebung Geretsrieds zur Stadt 1970 ist diese durch eine Städte-Patenschaft mit Amberg verbunden.

## Kultur und Sehenswürdigkeiten

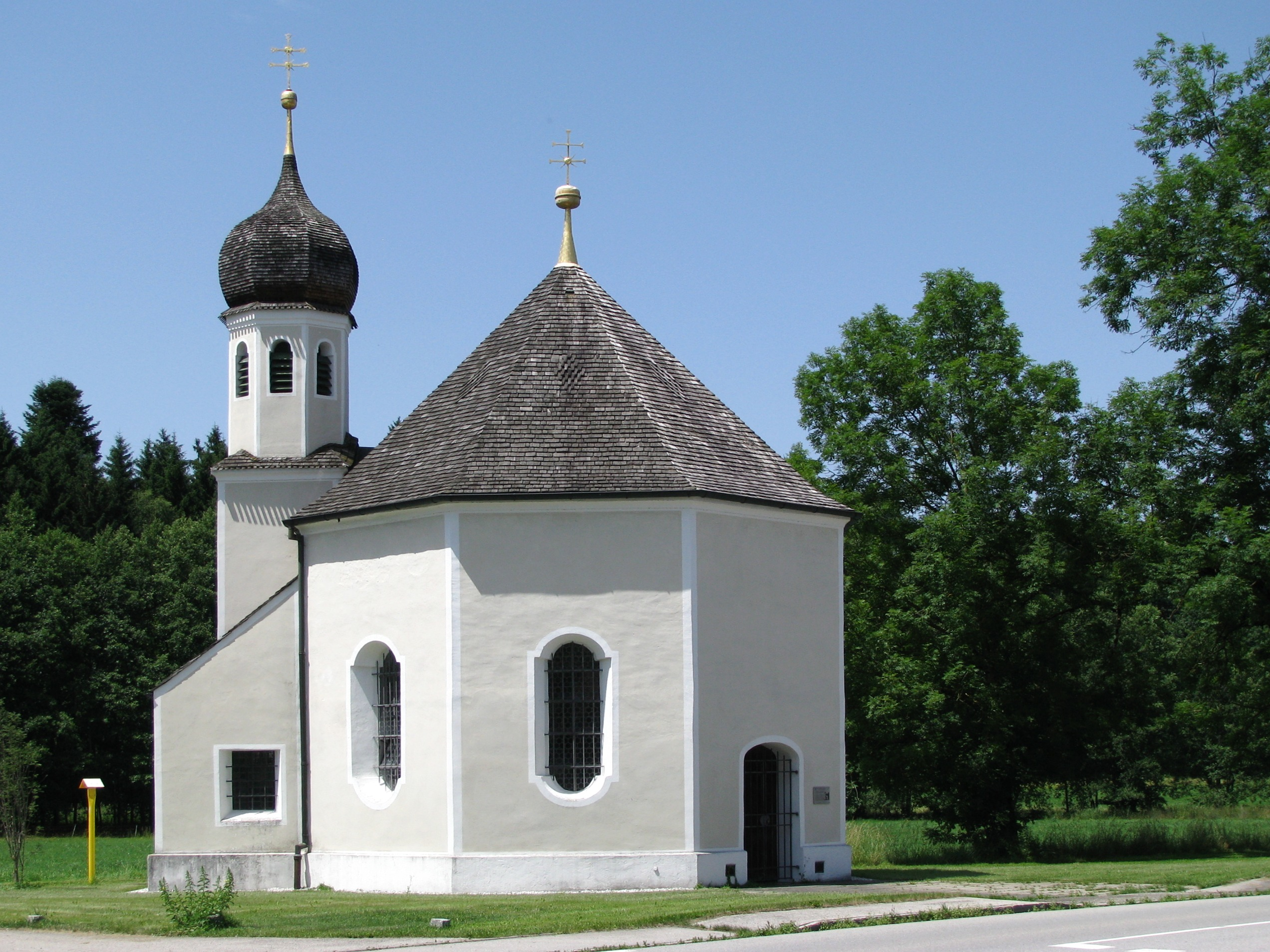
Nikolaus-Kapelle

### Baudenkmäler
- Die an der Bundesstraße 11 gelegene Nikolauskapelle ist das älteste Bauwerk des Ortes Geretsried.

### Pfad der Geschichte

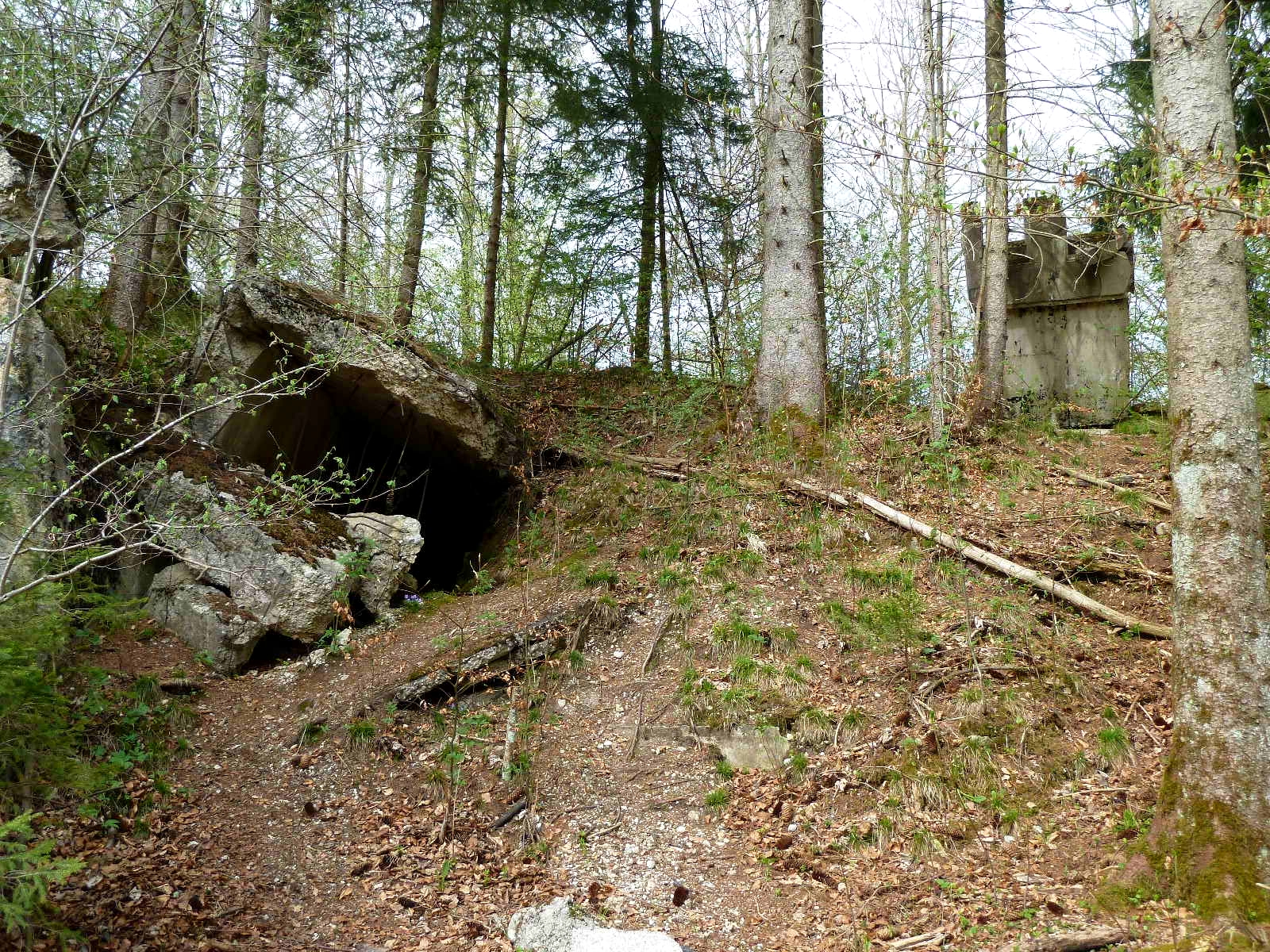
Bunkerreste der Munitionsfabrik

Bei dem Pfad der Geschichte handelt es sich um einen Weg durch Geretsried, der mit Metalltafeln die Geschichte der Stadt beschreibt. Die Bilder der Tafeln zeigen Häuser und Bunker, wie sie um 1945–1950 aussahen, als das Gebiet zwischen Wolfratshausen und Bad Tölz noch der Wolfratshauser Forst genannt wurde.

### Museen
Das örtliche Heimatmuseum befand sich bisher im Dachgeschoss des Rathauses. Seit Oktober 2013 befindet sich das Heimatmuseum an der Graslitzer Straße in eigenen Räumlichkeiten. Dort werden Erinnerungsgegenstände aus dem Sudetenland, Ungarn, Siebenbürgen und Schlesien gezeigt.

### Isartalsternwarte e. V.
Der Verein Isartalsternwarte e. V. wurde 1976 als Volks- und Schulsternwarte Geretsried e. V. gegründet und betrieb im Schulzentrum an der Adalbert-Stifter-Straße eine Sternwarte, die an den Beobachtungstagen auch der Öffentlichkeit zugänglich war. Der Verein betreibt heute die neu erbaute Sternwarte Rothmühle in der Nähe der Jugendsiedlung Hochland bei Königsdorf. Diese Sternwarte beherbergt ein 60-cm-Spiegelteleskop.

### Isarauen

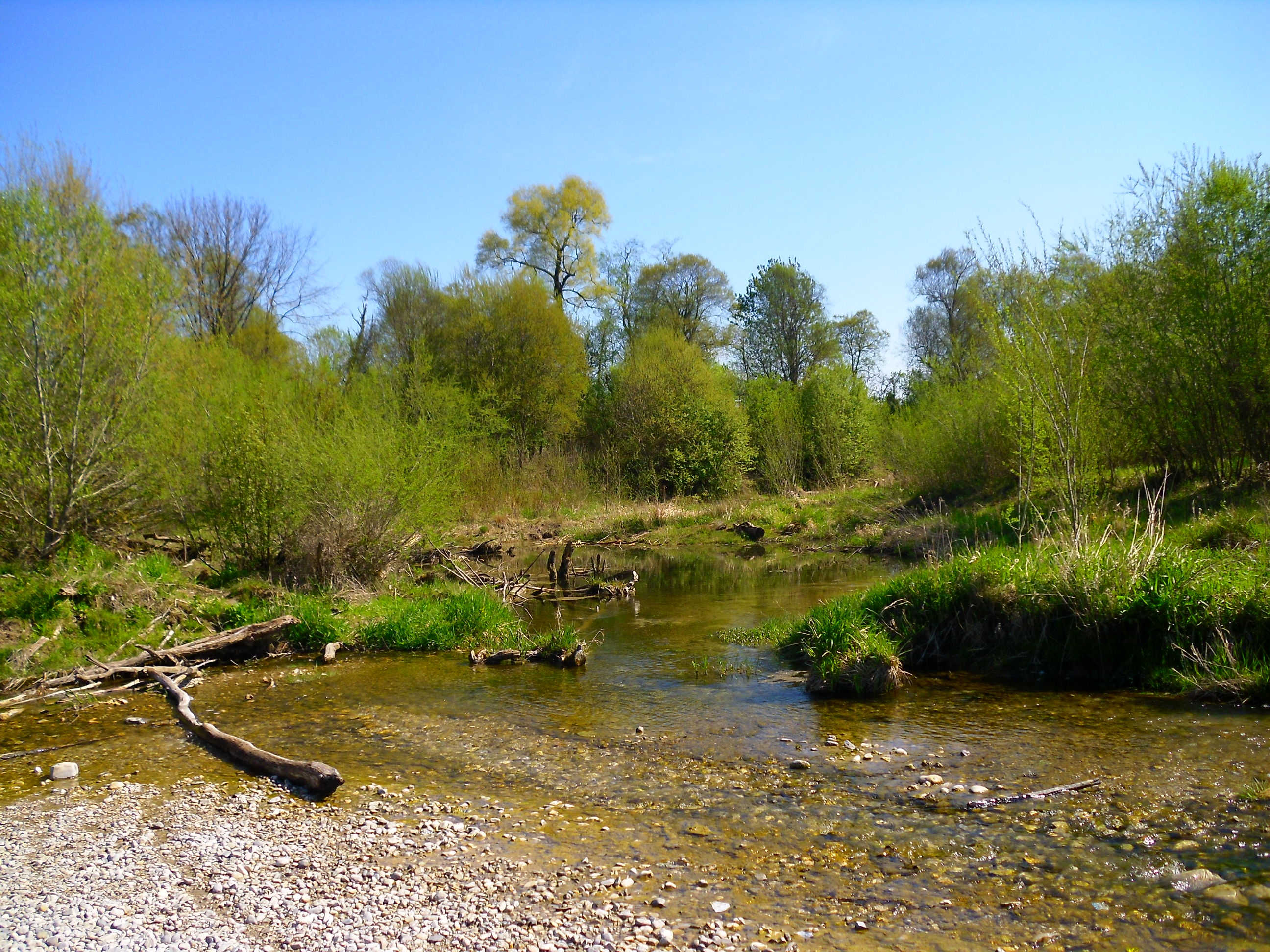
Isar-Altwasser mit Blick auf die Vogelinsel

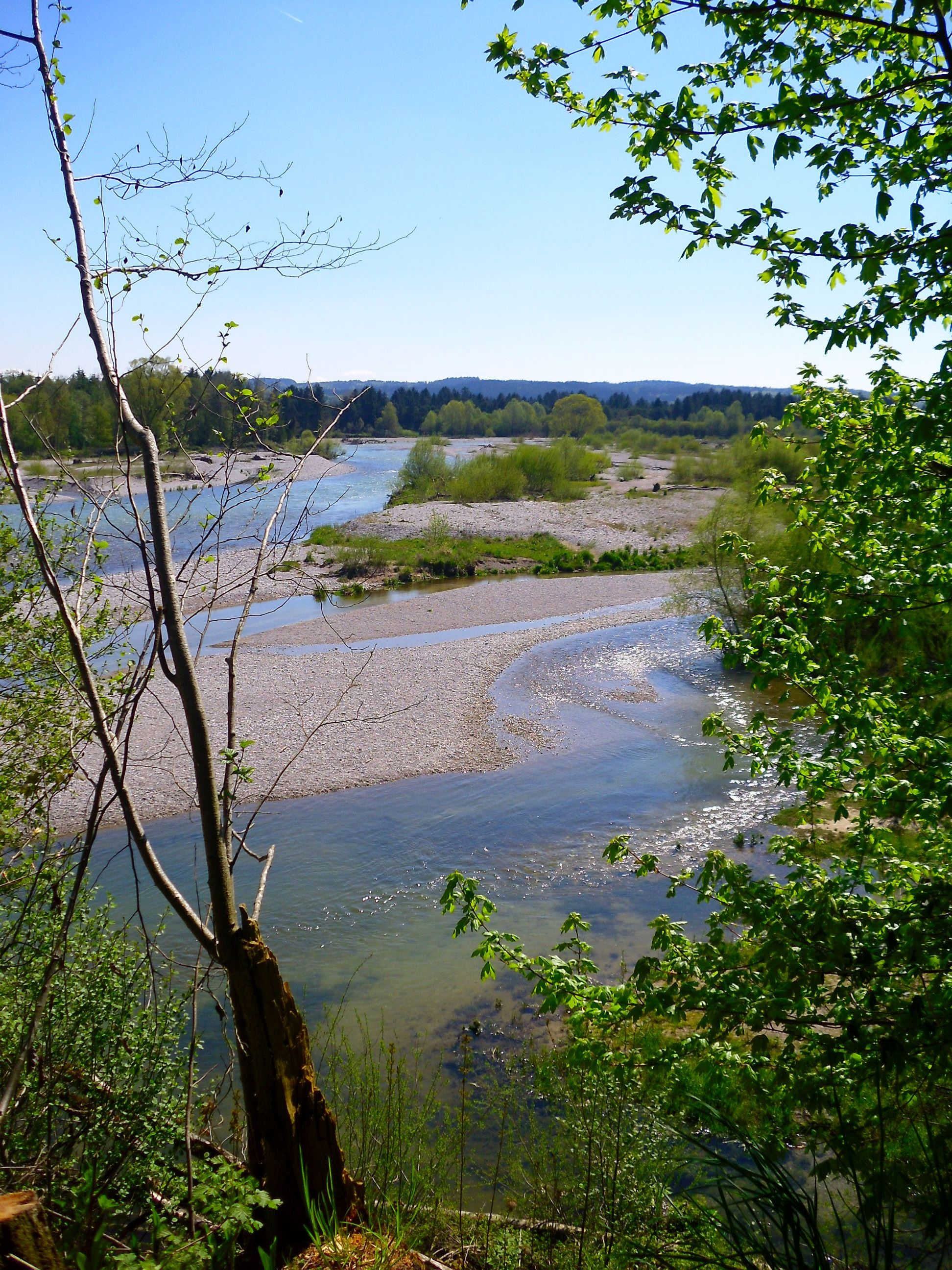
Wildflusslandschaft direkt neben dem Stadtgebiet am „Isardamm“

In Geretsried befindet sich eine der letzten europäischen Wildflusslandschaften. Östlich des Gemeindegebietes schlängelt sich die Isar wie noch zu Urzeiten frei und wild durch den Endmoränenschotter. Das Gebiet gehört zum Naturschutzgebiet Isarauen zwischen Bad Tölz und Schäftlarn, welches seit 1986 besteht. Es beherbergt eine weitere Schutzzone für selten gewordene Vogelarten – die sogenannte Vogelinsel.

### Lokalradio
Radio Geretsried ist ein Internetsender des Bürgernetzes Isar-Loisach e. V., der aus dem am 1. August 2016 gestarteten Internet-Radio BATSCH FM aus Geretsried hervorgegangen ist.

### Sportvereine
In Geretsried sind zahlreiche Sportvereine tätig. Der TuS Geretsried (Turn- und Sportverein Geretsried) ist mit ungefähr 2500 Mitgliedern der größte Verein der Stadt. Er ist in zwölf Abteilungen aufgeteilt, zu denen neben vielen Ballsportarten und Leichtathletik zum Beispiel auch Badminton, Ultimate Frisbee, Gesundheitssport, Leistungsturnen und Schach gehören. Der Eishockeyverein ESC Riverrats Geretsried wurde 2006 gegründet und ging aus der früher im TuS Geretsried integrierten Eishockeysparte hervor. Er spielt im Eisstadion Geretsried, das über 1279 Besucherplätze verfügt. Der SV Gelting 1966 e. V. ist der zweitgrößte Sportverein in Geretsried. Seine circa 500 Mitglieder betreiben ebenfalls Ballsportarten und Turnen sowie Gymnastik und Bogenschießen. Des Weiteren werden vom Edelweiß e. V. Boxen und Kickboxen, von den Vereinen WSV 72 (Wassersportverein 72) und der DLRG Schwimmen und von den FF Geretsried (Fußballfreunden Geretsried, Kreisklasse Zugspitze), dem TuS Geretsried (Landesliga Bayern, Isaraustadion), dem FC Geretsried (A-Klasse, Sportplatz Böhmwiese) und dem ASC Geretsried (Kreisklasse) Fußball angeboten.

## Wirtschaft und Infrastruktur

### Verkehr

#### Straßenverkehr
Geretsried liegt zwischen zwei in Nord-Süd-Richtung verlaufenden, von München kommende Hauptstraßen:
- Im Westen die Bundesstraße 11 von München, Wolfratshausen zur B 2 in Krün bei Mittenwald
- Im Osten die Staatsstraße 2072 von München, Grünwald über Bad Tölz zur B 11 in Urfeld am Walchensee

Diese sind verbunden über die nördlich von Geretsried verlaufende Staatsstraße 2369 (Tattenkofer Straße).
Über die Autobahn ist Geretsried wie folgt zu erreichen:
- A 95 (München/Garmisch-Partenkirchen), Ausfahrt 6 (Wolfratshausen/Geretsried/Münsing) und etwa acht Kilometer über die B 11a / B 11.
- A 8 (München/Salzburg), Ausfahrt 96 (Hofoldinger Forst/Sauerlach) über Wolfratshausen (ca. 25 km).

#### Öffentlicher Verkehr
Es gibt eine private Bahnstrecke nach Wolfratshausen, die ausschließlich dem Gütertransport vorbehalten ist. Eigentümer ist die Stadt Geretsried.
Geretsried gehört zum Münchner Verkehrs- und Tarifverbund. Weil es keine direkte Bahnanbindung gibt, wird Geretsried mit Buslinien versorgt, darunter eine Expressbuslinie zwischen Starnberg und Bad Tölz über Wolfratshausen. Zahlreiche Busverbindungen bestehen zum Bahnhof Wolfratshausen, wo der Umstieg zur S-Bahnlinie S7 möglich ist, in die Gegenrichtung führen Linien über die südliche Nachbargemeinde Königsdorf nach Bad Tölz, Bad Heilbrunn und Penzberg. Ergänzt wird das Angebot durch eine Stadtbuslinie.
Eine direkte Anbindung an das Münchener S-Bahn-Netz ist in Planung. Mit einem Baubeginn ist nicht vor 2024 zu rechnen. Hierzu soll die S7 von Wolfratshausen (bisherige Endhaltestelle) durch eine neu gebaute Strecke ins Stadtgebiet verlängert werden. Die Kosten für die 9,3 km lange, überwiegend eingleisige Strecke liegen nach einer aktuellen Planung bei etwa 150 Millionen Euro.

### Unternehmen
In Gelting befinden sich Stützpunkte diverser Logistikunternehmen, u. a. GLS, DPD und DHL. Tyczka Totalgaz, DMG Mori AG, Gebrüder Bagusat GmbH, Speck Kolbenpumpen, Byk Gardner, Rudolf Chemie, Pulcra Chemicals, Loxxess Kontraktlogistik und die Bauer Kompressoren Group sind die größten Arbeitgeber in der Stadt. Die Geretsrieder Wurstfabrik Sieber, einst königlich-bayerischer Hoflieferant, erzielte zuletzt 25 Millionen Euro Umsatz, musste aber 2016 nach dem Fund von Listerien die Produktion stoppen, zurückrufen und in der Folge Insolvenz anmelden. Auf dem Gelände stellt heute das Unternehmen Franco Fresco Tiefkühlpizzen her.
Der Klavierbauer Kurt Wittmayer, dessen Unternehmen Klavichorde, Spinette und Cembali herstellte, hatte sich im Ortsteil Gartenberg niedergelassen.

### Interkommunales Hallenbad
Das seit 2011 vom Stadtrat beschlossene interkommunale Hallenbad wurde am 10. September 2021 nach 3 Jahren Bauzeit offiziell von Bürgermeister Michael Müller (CSU) eingeweiht und der Öffentlichkeit zur Verfügung gestellt. Das Projekt kostete 19 Millionen Euro statt den ursprünglich geplanten 12 Millionen Euro und musste aufgrund der Coronapandemie um ein Jahr verschoben werden. Es umfasst 2 Hallen mit insgesamt 4 Becken.
Das Hallenbad ist eines der ersten in Bayern, an welchem sich zusätzlich zum Landkreis mehrere Gemeinden beteiligen. In diesem Fall sind die Bauherren die Städte Geretsried und Wolfratshausen, der Landkreis Bad Tölz-Wolfratshausen sowie die Gemeinden Egling, Eurasburg, Münsing, Königsdorf, Icking und Dietramszell.

### Öffentliche Einrichtungen
- Jugendzentrum Saftladen
- Jugendtreff Ein-Stein
- Mobile Jugendarbeit Geretsried
- Quartierstreff „Wir sind Stein“
- Quartierstreff am Johannisplatz
- Bürgerbüro und Quartiersmanagement „Soziale Stadt“
- Mütterzentrum (MüZe) Geretsried
- Stadtbücherei Geretsried
- Heimatmuseum Geretsried
- Interkommunales Hallenbad Geretsried
- Eisstadion Geretsried
- Freiwillige Feuerwehr Geretsried
- Freiwillige Feuerwehr Gelting

### Bildungseinrichtungen
- Franz-Marc-Schule, Sonderpädagogisches Förderzentrum (Robert-Schumann-Weg)
- Freie Waldorfschule Isartal (Malvenweg)
- Grundschule am Isardamm
- Karl-Lederer-Grundschule (Johann-Sebastian-Bach-Straße)
- Mittelschule Geretsried: Karl-Lederer-Haus (Johann-Sebastian-Bach-Straße), Adalbert-Stifter-Haus (Adalbert-Stifter-Straße)
- Realschule, Gymnasium und Musikschule (im Schulzentrum an der Adalbert-Stifter-Straße)

### Überregionale Einrichtungen
- Staatliche Feuerwehrschule Geretsried
- Bundesanstalt Technisches Hilfswerk, Ortsverband Geretsried
- Bildungszentrum des Bundesamts für Familie und zivilgesellschaftliche Aufgaben. Die dort früher untergebrachte Zivildienstschule Geretsried wurde 2011 geschlossen, da die Wehrpflicht abgeschafft wurde.

## Persönlichkeiten, Töchter und Söhne
- Wilhelm Srb-Schloßbauer (1890–1972), Bildhauer
- Edmund Nick (1891–1974), Komponist, Dirigent und Musikschriftsteller
- Karl Kugler (1894–1959), Rektor der Gartenberger Volksschule, Gründer und Chorleiter der Chorvereinigung Geretsried e. V., Bruder Josef Kuglers
- Hermann Grote (1904–1980), Fluglehrer und Schriftsteller, lebte in Geretsried
- Heinz Schneider (1921–2003), 1. Bürgermeister von 1968 bis 1986
- Gerhard Kugler (1935–2009), Pionier der deutschen Luftrettung
- Monika Hornig-Sutter (* 1943), Politikerin, Mitglied des Bayerischen Landtags
- Mathias Renz (* 1969), Unternehmer, Wirtschaftsjournalist und PR-Berater
- Titus Vollmer (* 1969), Filmkomponist
- Marion Meister (* 1974), Autorin
- Benedikt Jahnel (* 1980), Jazzmusiker und Mathematiker
- Benny Schäfer (* 1980), Jazzmusiker
- Kevin Zaremba (* 1987), Hands up DJ und Musikproduzent
- Lennart Felix (* 1993), Pianist und Autor
- Dominik Neumayer (* 1993), Webvideoproduzent, Gewinner des Goldene Kamera Digital Award 2019 in der Kategorie Best of Let’s Play & Gaming